# 新学社
株式会社新学社（しんがくしゃ）は、京都府京都市山科区に本社がある小・中学校用図書教材と「全家研ポピー」ブランドの家庭用教材を発行する出版社である。

## 沿革
- 1957年（昭和32年）3月 - 中学校用図書教材を出版する会社として設立。
- 1958年（昭和33年）3月 - 中学校の数学問題集（いわゆるドリルワークブック）と高校進学用の教材「新研究」を主要5教科で発売。
- 1961年（昭和36年）3月 - 学年別の「月刊計画学習」が出版され、勉強の仕方のわかる参考書として注目を集めた。
- 1964年（昭和39年）10月 - 学校教材開発研究所を設立。
- 1965年（昭和40年）10月 - 本社を京都府京都市東山区山科へ移転。
- 1968年（昭和43年）4月 - 「新学社文庫」発刊。
- 1970年（昭和45年）7月 - 文部省所管の財団法人 全日本家庭教育研究会を設立し、小学生・中学生向けの家庭用教材「全家研ポピーシリーズ」創刊。
- 1973年（昭和48年）4月 - 「月刊ポピー」創刊。
- 1983年（昭和58年）9月 - 福岡県福岡市に福岡支局（現・九州営業所）を開設。
- 1994年（平成6年）9月 - 東京支社を東京都多摩市唐木田へ移転。
- 1996年（平成8年）12月 - 株式会社好学出版を設立。
- 1997年（平成9年）5月 - 創立40周年記念企画として「中谷孝雄全集」（全3巻）を出版。
- 1998年（平成10年）
  - 11月 - ディズニー絵本が発刊。
  - 12月 - 月刊「ナショナル ジオグラフィック・ワールド」（ジオ・ワールド）が創刊。
- 1999年（平成11年）3月 - 保田與重郎文庫第1集全32巻出版。ナショナル ジオグラフィック・ソサエティーと提携する。
- 2000年（平成12年）3月 - 小学校の「総合的学習の時間」に向けた教材として「One Hundred English」が発刊される。
- 2004年（平成16年）
  - 2月 - 「近代浪漫派文庫」（全42巻）、「学ぶためのヒント」（渡部昇一）を出版。
  - 6月 - 全家研ポピー販売子会社「株式会社ポピー」（バンダイナムコホールディングス傘下の同名玩具メーカーとの関係は一切なし）が設立される。
- 2007年（平成19年）5月 - 東京支社を多摩市から新宿区払方町に移転。
- 2008年（平成20年） - プロゴルファーの石川遼とスポンサー契約を結ぶ[注 1][4]。
- 2013年（平成25年）8月 - 大日本発送株式会社および新学社発送株式会社と合併。

（注記なき出典：）

## 事業所
- 京都本社

京都府京都市山科区東野中井ノ上町11-39
- 京都アセスメント・サポートセンター（京都別館）

京都府京都市山科区東野中井ノ上町11-16
- 東京支社

東京都新宿区払方町14-1
- 草津物流センター（草津事業所）

滋賀県草津市岡本町1000-44
- 徳島物流センター（徳島事業所）

徳島県徳島市中島田町1-15
- 北島物流センター

徳島県板野郡北島町北村字三町地7-1
- 九州営業所

福岡県福岡市博多区博多駅東2-17-5 アークビル3階
- 東京アセスメント・サポートセンター

東京都八王子市南大沢2-27 フレスコ南大沢オフィス棟3階
（出典：）

## 関連会社
- 株式会社好学出版[1] - グループ会社